# 아산고등학교
아산고등학교(牙山高等學校)는 대한민국 충청남도 아산시 온천동에 있는 사립 고등학교이다.

## 학교 연혁
- 1946년 5월 22일 : 온양농예학교 설립인가
- 1951년 8월 31일 : 아산중학교로 개편인가
- 1952년 10월 18일 : 재단법인 저은학원 설립
- 1964년 1월 25일 : 재단법인 저은학원을 학교법인 저은학원으로 변경
- 1965년 1월 22일 : 아산농예고등학교 설립
- 1970년 4월 30일 : 아산농예고등학교 폐교
- 1970년 11월 17일 : 이태섭 이사장 취임
- 1971년 7월 28일 : 학교법인 저은학원을 학교법인 아산학원으로 변경
- 1972년 12월 26일 : 아산종합고등학교 설립 및 9학급 인가
- 1973년 3월 5일 : 박복록 초대 교장 취임
- 1973년 3월 19일 : 아산종합고등학교 개교
- 1973년 9월 5일 : 아산종합고등학교를 아산고등학교로 변경
- 2017년 3월 1일 : 33학급 인가
- 2023년 1월 11일 : 제48회 졸업식(총 졸업생 18,471명)
- 2023년 3월 1일 : 김범진 교장 취임
- 2024년 3월 4일 : 2024학년도 입학(337명)

## 참고 자료
- 아산고등학교 - 한국교육학술정보원 학교알리미